# Florent Peyre
Pour les articles homonymes, voir Peyre.
Florent Peyre, né le 14 mai 1980 à Valence (Drôme), est un humoriste et comédien français. Il devient populaire en participant à l'émission On n'demande qu'à en rire sur France 2 entre 2010 et 2014.

## Biographie
Après avoir côtoyé les milieux sportifs pendant dix ans, notamment la section sport-étude du Pôle France Ski nautique du CREPS de Saint-Raphaël de 1995 à 2002, Florent Peyre se tourne vers le théâtre à l'âge de 20 ans. Il commence sa formation au centre culturel à Saint-Raphaël où il joue dans deux pièces : Ohé là bas de William Saroyan et Les Vacances de Jean-Claude Grumberg.
En 2002, il intègre le Cours Florent, puis revient dans le sud et intègre le Conservatoire à rayonnement régional de Marseille pendant un an. Il écrit ses premiers sketchs qu'il interprète au Quai du Rire à Marseille et rencontre, en 2006, le metteur en scène Gilles Azzopardi.
Il accède à la notoriété en participant à l'émission On n'demande qu'à en rire de Laurent Ruquier sur France 2. Il entre parmi les humoristes vedettes de l'émission, avec 75 sketchs écrits et interprétés (dont 71 notés et 4 en tant que pensionnaire historique de la quatrième saison) entre le 25 octobre 2010 et l'arrêt de l'émission, le 4 juillet 2014. Il enchaîne les passages et les succès avec des notes dépassant fréquemment les 90 points. Tous ses sketchs pour l'émission sont coécrits et mis en scène par Clair Jaz.
Florent Peyre possède aussi des talents d'imitateur. Dans ses spectacles, dans certains sketchs d'On n'demande qu'à en rire et sur certains plateaux de télévision, il imite Nikos Aliagas, Nelson Monfort, Karl Lagerfeld, Anne-Sophie Aparis, Jean Benguigui, Patrick Sébastien[réf. souhaitée], Silvio Berlusconi, Élisabeth II, Charlie Chaplin, Nicolas Sarkozy ou encore Cyril Hanouna.
En janvier 2014, il rejoint l'équipe de Touche pas à mon poste ! avec Cyril Hanouna sur D8 pour y présenter une chronique humoristique. N'y rencontrant pas de succès, il quitte l'émission assez rapidement. La même année, il apparaît dans le clip du titre Beau Black de Sébastien Patoche, parodie de l'animateur Patrick Sébastien par l'humoriste Cartman. En septembre, il participe au single inédit Kiss & Love au profit du Sidaction,.
Repéré par l'animateur Arthur qui produit aujourd'hui son spectacle, il intervient régulièrement dans ses émissions, notamment Vendredi tout est permis, Ce soir avec Arthur, Cinq à sept et La Grande Soirée des parodies TV. Dans cette dernière, diffusée sur TF1 en août 2015, un de ses sketchs mettant en scène un croisement entre Kendji Girac et Conchita Wurst crée la polémique, dénoncée par le centre LGBT de Dijon comme une « insulte transphobe » et « une mise en danger des personnes transgenres »,. Le 2 septembre, via sa page Facebook, il présente ses excuses : « Si cette parodie a heurté la sensibilité de certains d'entre vous, j'en suis désolé ». En juin 2016, lors d'un procès pour agression transphobe à Lille, l'avocat de la défense, voulant minimiser l'acte du prévenu, a utilisé la parodie de Florent Peyre pour montrer que le terme de « travelo » n'était pas une insulte mais un mot humoristique. Cet argument n'a pas été retenu par le tribunal.
Le 22 janvier 2016, à l'issue d'une représentation de son spectacle à Saint-Loubès, il déclare se lancer dans le cinéma aux côtés de Dany Boon. Il tient ainsi un rôle relativement important, celui de l'agent du Raid Olivier Lopez, dans le film Raid dingue sorti en salles le 1er février 2017.
À l'automne 2020, Florent Peyre lance un nouveau spectacle intitulé Nature, mis en scène d’Éric Metayer et musiques de Pascal Obispo.
En 2022, il participe comme candidat à la douzième saison de l'émission Danse avec les stars sur TF1. Il est éliminé au bout de sept épisodes, et termine sixième de la compétition.

### Vie privée
Il partage sa vie avec la comédienne Virginie Stref depuis 2012. Ils ont un fils, Marius, né en 2017.

## Spectacles
- 2007 : One Man Show
- 2014-2018 : Tout Public ou pas
- 2020 - 2025 : Nature coécrit avec Philippe Caverivière et Matthieu Burnel

## Théâtre
- 2016 : Franchise obligatoire, comédie de Matthieu Burnel et Cédric Clemenceau, mise en scène de Xavier Letourneur
- 2018 : Le Prénom, de Matthieu Delaporte et Alexandre de la Patellière, mise en scène Bernard Murat, théâtre Édouard VII

## Filmographie

### Cinéma
- 2017 : Raid Dingue de Dany Boon : Olivier Lopez
- 2017 : Mission Pays basque de Ludovic Bernard : Ramuntxo Beitialarrangoïta
- 2018 : Ma reum de Frédéric Quiring : Stéphane
- 2020 : Ducobu 3 d'Élie Semoun : l'animateur du télé-crochet pour enfants

### Doublage
- 2016 : Cigognes et Cie de Nicholas Stoller & Doug Sweetland : voix française de Junior

### Télévision

#### Téléfilms
- 2007 : Six angle vif (France 3)
- 2009 : Enquêtes réservées (France 3)
- 2009 : Amours, Mariages et Autres contrariétés, TF1
- 2021 : Crime à Biot de Christophe Douchand (France 3)
- 2022 : Crime à Ramatuelle de Nicolas Picard-Dreyfuss (France 3)
- 2022 : Ils s'aiment... enfin presque ! d'Hervé Brami (TF1) : Quentin.
- 2022 : Les Histoires d'Anouk de Jacques Kluger (France.tv Slash)
- 2022 : Le Grand Restaurant : La guerre de l'étoile de Pierre Palmade.
- 2022 : Tous Inconnus, téléfilm de Nicolas Hourès
- 2023 : Noël… et plus si affinités, téléfilm de Gilles Paquet-Brenner : Michel
- 2023 : Un gars, une fille (au pluriel) : Un gars
- 2024 : Le Nounou de Thomas Sorriaux
- 2025 : Mort sur terre battue de Denis Malleval : Romain Fabiot

#### Séries télévisées
- 2007 : Plus belle la vie (saison 3), France 3 : agresseur de Johanna
- 2007 : La Prophétie d'Avignon, TSR1
- 2008 : Merci, les enfants vont bien, M6
- 2009 : Mac Orlan, France 3
- 2009 : Vive les vacances, TF1
- 2011 : Week-end chez les toquées (épisode 1 : Week-end en famille) : rôle d'Erwan Leguellec, TF1
- 2011 : Drôle de poker, RTL9
- 2016 : Commissariat central, M6
- 2018 : Papa ou maman, M6 : rôle de César Mendès
- 2022 : L'Art du crime, épisode Munch, France 2 : Stéphane Delage
- 2023 : Le Fil d'Ariane de Jason Roffé : Jacques
- 2023 : César Wagner de Gabriel Julien-Laferrière (épisode 8, « Un mariage, deux enterrements ») : Jean-Eudes de la Ferté
- 2024 : Le Daron de Frank Bellocq : Étienne Cheney
- 2024 : Commandant Saint-Barth de Denis Thybaud : commandant Gabriel Saint-Barthélémy
- 2026 : La Mère et l'assassin de Sandra Perrin : Samuel Jourdan

## Émissions de télévision
- 2010 - 2014] : On n'demande qu'à en rire, France 2
- 2011 : On a tout révisé, France 2
- 2012 - 2013 : ONDAR Show,[France 2
- Depuis 2013 : Vendredi tout est permis, TF1
- 2013 / 2014 / 2015 : Fort Boyard, France 2
- 2013 : Ce soir avec Arthur, TF1
- 2014 : Touche pas à mon poste !, D8
- 2014 : Canapé quiz, TMC
- 2014 : Face à la bande, France 2
- 2015 : La Grande Soirée des parodies TV , TF1
- 2015 : L'Œuf ou la Poule ? ,D8
- 2015 / 2017 : Le Grand Blind test, TF1
- 2016 : Cinq à sept avec Arthur, TF1
- 2016 : Ninja Warrior : Le Parcours des héros, TF1
- 2020-2022 : Le Grand Concours, TF1
- 2022 : Danse avec les stars TF1

### Participation àOn n'demande qu'à en rireet auONDAR Show
Il réalise son premier sketch dans l'émission le 25 octobre 2010. Il se fait rapidement remarquer pour son écriture et sa mise en scène, ainsi que sa capacité à interpréter des personnages variés. Il parvient à s'imposer comme l'un des principaux humoristes de l'émission avec 68 sketchs écrits et interprétés lors des deux premières saisons, et un score moyen de 82/100 par sketch.
À titre anecdotique, il se rompt le tendon d'Achille le 29 novembre 2010 lors de son cinquième passage sur le thème « La retraite de Monsieur Loyal ». Il a donc dû réaliser les trois passages suivants en béquilles.
Le 4 novembre 2011, avec son sketch « Le retour en France des rugbymen », il obtient 99 points, ce qui lui permet d'égaler le record de l'émission, et d'être le premier à obtenir la note moyenne de 20/20 de la part du public présent dans les gradins du studio.
Seulement onze jours plus tard, le 15 novembre 2011, il mène un sketch collectif sur le thème « Un handicapé est allé voir Intouchables » (accompagné de Jérémy Ferrari, Arnaud Tsamere, Arnaud Cosson, Babass, Constance et Lamine Lezghad) et réitère l'exploit en obtenant la note maximum de la part du jury et une moyenne de 19/20 de la part du public.
Le 4 février 2012, il participe à l'émission spéciale en prime-time mais termine avant-dernier avec son sketch « 4e opus de Pirates des Caraïbes en Blu-Ray » et ne peut donc pas participer au gala On n'demande qu'à en rire au Casino de Paris programmé en juin de la même année. À la suite de nombreuses pétitions sur Internet et grâce au désistement d'Olivier de Benoist, il peut participer à la seconde émission spéciale le 13 avril 2012 où il termine quatrième et parvient finalement à se qualifier pour le gala. Le 29 juin 2012, il finit deuxième de l'émission spéciale visant à déterminer le meilleur humoriste de la saison avec sa parodie de l'émission The Voice.
À partir d'octobre 2012, Florent Peyre participe au ONDAR Show, émission qui regroupe les principaux humoristes d'On n'demande qu'à en rire. Il y anime notamment la rubrique « Info Vraies » aux côtés d'Arnaud Tsamere. Cette émission est suspendue le 26 janvier 2013, la chaîne estimant que ses audiences ne sont pas assez élevées. Il revient ensuite dans On n'demande qu'à en rire en tant que pensionnaire historique pour trois sketchs lors de la troisième saison et quatre sketchs lors de quatrième saison.
Le 28 mars 2013, il participe à une émission spéciale où (avec Jérémy Ferrari, Arnaud Tsamere et Nicole Ferroni) il note les sketchs des jurés habituels, Jean-Luc Moreau, Jean Benguigui, Laurent Ruquier et Jean-Marie Bigard.
| 1             | Vous avez fait sponsoriser votre mariage | 25 octobre 2010  | 65                      |
| 2             | Les jeunes concernés par la réforme des retraites | 28 octobre 2010  | 78                      |
| 3             | Organiser le mariage du Prince Albert | 16 novembre 2010 | 74                      |
| 4             | Un cycliste doit se méfier de sa nourriture | 18 novembre 2010 | 71                      |
| 5             | La retraite de Monsieur Loyal | 29 novembre 2010 | 78                      |
| 6             | Vous êtes le nouveau doyen des français | 14 janvier 2011  | 67                      |
| 7             | Johnny Hallyday change d’attaché de presse | 21 janvier 2011  | 65                      |
| 8             | Poelvoorde appelle les Belges à ne plus se raser | 25 janvier 2011  | 67                      |
| 9             | Paris, la ville des nouveaux palaces | 1er février 2011 | 68                      |
| 10            | Mon fils va partir en classe de neige | 7 février 2011   | 15/20 (téléspectateurs) |
| 11            | Non aux œufs de batterie ! | 17 février 2011  | 89                      |
| 12            | Les Victoires de la Musique Classique (participation d'Arnaud Tsamere et de Garnier et Sentou)                                                                               | 23 février 2011  | 78                      |
| 13            | Mariah Carey attend des jumeaux | 25 février 2011  | 73                      |
| 14            | Concurrence entre Miss France et Miss Nationale | 7 mars 2011      | 73                      |
| 15            | La biographie de Bibendum Michelin | 9 mars 2011      | 77                      |
| 16            | Les robots qui nous aident (en duo avec Lamine Lezghad) | 16 mars 2011     | 89                      |
| 17            | Mon 1er carnaval de Rio | 18 mars 2011     | 78                      |
| 18            | Un caïd à la retraite balance tout | 22 mars 2011     | 87                      |
| 19            | Une voyante manipule ses clients (participation d'Eléna, contorsionniste) | 1er avril 2011   | 62                      |
| 20            | Sketch surprise de groupe : La nouvelle comédie musicale Adam et Ève (avec Arnaud Tsamere, Garnier et Sentou, Jérémy Ferrari, Les Lascars gays, Constance et Lamine Lezghad) | 5 avril 2011     | 81                      |
| 21            | Sauver les crapauds pendant la saison des amours | 8 avril 2011     | 93                      |
| 22            | Un candidat de téléréalité rentre chez lui | 11 avril 2011    | 18/20 (téléspectateurs) |
| 23            | Le concours de blagues Carambar (en duo avec Lamine Lezghad et participation de Guillaume Sentou)                                                                            | 14 avril 2011    | 96                      |
| 24            | Un débat sur la laïcité (en duo avec Lamine Lezghad et participation de Garnier et Sentou)                                                                                   | 18 avril 2011    | 18/20 (téléspectateurs) |
| Sketch inédit | Pâques | 25 avril 2011    | ?                       |
| 25            | Les instituts de beauté en prison | 29 avril 2011    | 75                      |
| 26            | Vous êtes exposant à la foire de Paris | 3 mai 2011       | 93                      |
| 27            | Un journaliste s'entraine pour la matinale radio | 13 mai 2011      | 76                      |
| 28            | Le pape en direct avec des astronautes | 9 juin 2011      | 77                      |
| 29            | Des animaux en prison (en duo avec Nicole Ferroni) | 8 juin 2011      | 86                      |
| 30            | Les Français no 1 des animaux de compagnie (avec Garnier et Sentou, Sacha Judaszko, Nicole Ferroni, Kicékafessa, Babass et Les Lascars Gays)                                 | 16 juin 2011     | 78                      |
| 31            | Les ingénieurs recrutés grâce au poker (en duo avec Lamine Lezghad) | 20 juin 2011     | 69                      |
| 32            | Contre un 9e lâcher d'ours ! | 22 juin 2011     | 78                      |
| 33            | Attention aux vols à l'arraché (en duo avec Arnaud Tsamere) | 27 juin 2011     | 75                      |
| 34            | Un couple favorable aux radars pédagogiques (en duo avec Constance) | 28 juin 2011     | 88                      |
| Spécial été 1 | Une famille attend le peloton au bord de la route (en duo avec Jean Benguigui)                                                                                               | 16 juillet 2011  | 80                      |
| Spécial été 2 | Chassé croisé des juilletistes et aoûtiens (en duo avec Isabelle Mergault)                                                                                                   | 30 juillet 2011  | 84                      |
| Spécial été 3 | Responsable des animations dans un centre de vacances (en duo avec Constance)                                                                                                | 6 août 2011      | 80                      |
| Spécial été 4 | Premier flirt d'été (en duo avec Lamine Lezghad) | 27 août 2011     | 85                      |

| 35      | De plus en plus de délinquants chez les séniors | 6 septembre 2011  | 88                                         |
| 36      | Les 60 ans du Crazy | 14 septembre 2011 | 95                                         |
| 37      | Maman, ne m'accompagne plus à l'école | 23 septembre 2011 | 80                                         |
| 38      | Le Fisc veut faire payer les morts | 30 septembre 2011 | 71                                         |
| 39      | À l'intérieur d'une F1 avec un champion du monde | 3 octobre 2011    | 16/20 (téléspectateurs)                    |
| 40      | Bénédiction de portables dans une église (participation des chorales BCBG et Cinphoniq)                                                                                        | 15 octobre 2011   | 93                                         |
| 41      | Un film muet et en noir et blanc (sketch muet) | 22 octobre 2011   | 94                                         |
| 42      | Le boom des cosmétiques pour enfants | 31 octobre 2011   | 92                                         |
| 43      | Le retour en France des rugbymen (participation de quatre rugbymen du Stade français (Raphaël Poulain, Pierre Rabadan, Hugues Briatte et Alexandre Flanquart) et de Constance) | 4 novembre 2011   | 99                                         |
| 44      | Vous êtes enseignant de langue régionale | 9 novembre 2011   | 74                                         |
| 45      | Un handicapé est allé voir « Intouchables » (participation de Constance, Arnaud Cosson, Arnaud Tsamere, Jérémy Ferrari, Lamine Lezghad et Babass)                              | 15 novembre 2011  | 99                                         |
| 46      | Hommage à Joe Frazier (participation de Cyril Garnier) | 26 novembre 2011  | 71                                         |
| 47      | Des solutions contre la somnolence au volant (en duo avec Jérémy Ferrari) | 1er décembre 2011 | 69                                         |
| 48      | À 34 ans, il est le père de 16 enfants (participation de Clair Jaz) | 5 décembre 2011   | 18/20 (téléspectateurs)                    |
| 49      | Viva la salsa de Cuba (en duo avec Constance) | 16 janvier 2012   | 18/20 (téléspectateurs)                    |
| Prime 1 | 4e opus de « Pirates des Caraïbes » en Blu-Ray (participation de Donel Jack'sman, Michel Olivier, Olivier Bordenave et Anthony Debol)                                          | 4 février 2012    | 149/200 (Jury : 70 - Téléspectateurs : 79) |
| 50      | Du monde dans les trains pour les départs à la neige | 13 février 2012   | 18/20 (téléspectateurs)                    |
| 51      | Le vrai Cloclo c'est moi | 21 février 2012   | 81                                         |
| 52      | Un pompiste subit la colère des automobilistes | 29 février 2012   | 74                                         |
| 53      | Sketch improvisé : « Moniteur de ski à 60 ans » (en duo avec Arnaud Tsamere)                                                                                                   | 2 mars 2012       | 93                                         |
| 54      | La journée de la femme | 8 mars 2012       | 99                                         |
| 55      | Le travail nuit à l'amour le soir (participation de Nicole Ferroni) | 16 mars 2012      | 98                                         |
| 56      | J'ai vu un ovni, je crois aux extraterrestres | 3 avril 2012      | 78                                         |
| 57      | Collectif : Un télé-crochet pour les chanteurs à toc (avec Jérémy Ferrari, Arnaud Cosson, Arnaud Tsamere, Nicole Ferroni, Garnier et Sentou, Lamine Lezghad et Artus)          | 7 avril 2012      | 100                                        |
| 58      | Transformer sa voiture en pub roulante | 10 avril 2012     | 80                                         |
| Prime 2 | « Ah si je t'attrape », le tube brésilien qui fait danser les footballeurs (participation de danseuses)                                                                        | 13 avril 2012     | 178/200 (Jury : 92 - Téléspectateurs : 86) |
| 59      | 150e anniversaire des Misérables (participation de Pascal Rocher, Les Lascars Gays, Nicole Ferroni, Arnaud Tsamere, Artus, Ahmed Sylla et Karina)                              | 30 avril 2012     | 93                                         |
| 60      | Le championnat de France cycliste du Clergé (participation de Arnaud Cosson, Lamine Lezghad et Artus)                                                                          | 9 mai 2012        | 18/20 (Téléspectateurs)                    |
| 61      | Candidat à « Secret Story » | 12 juin 2012      | 98                                         |
| Prime 3 | The Voice (participation de Shirley Souagnon, Ahmed Sylla, Garnier et Sentou et Michael Gregorio)                                                                              | 29 juin 2012      | 188/200 (Jury : 95 - Téléspectateurs : 93) |

| 62 | Pourquoi je me fais interdire de jeux ?                | 12 mars 2013 | 78 |
| 63 | Les Belges à Saint-Tropez (participation de Clair Jaz) | 12 juin 2013 | 74 |
| 64 | Chef d'orchestre du Titanic                            | 20 juin 2013 | 72 |

| Non noté 1 | Kiki fête ses 40 ans                              | 7 avril 2014   |
| Non noté 2 | Pour la 1re fois chez Michou                      | 5 mai 2014     |
| Non noté 3 | La rigologie pour soigner la dépression           | 12 mai 2014    |
| Non noté 4 | Les Crèches en grève (en duo avec Lamine Lezghad) | 4 juillet 2014 |

## Émissions de radio
- 2011 : Alpes 1
- 2011 : Radio Plus
- 2011 : Radio RVA
- 2011 : Là la Radio
- 2012 : Gold FM
- 2013 : On n'est pas rentré !, RTBF
- 2015 : La Bande originale, France Inter

## Distinctions
- 2007 : Prix du public aux Jeunes Talents du rire à Aix-les-Bains[1]
- 2008 : Prix du Jury au Festival du rire à Yssingeaux[1]